# Johann Christoph von Aretin

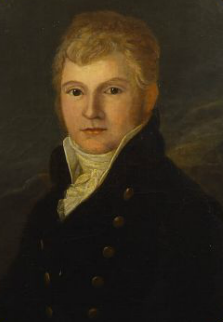
Johann Christoph von Aretin – 1806

Freiherr Johann Christoph von Aretin (* 2. Dezember 1772 in Ingolstadt; † 24. Dezember 1824 in München) war ein deutscher Publizist, Historiker, Bibliothekar und Jurist.

von Aretin: Baiern nach den Bestimmungen des Friedens von Campo Formio : geschrieben im Nov. 1800, 1801

## Herkunft
Er entstammte der Familie Aretin. Seine Eltern waren Karl Albert von Aretin (* 3. September 1741; † 29. März 1802) und dessen Ehefrau Maria Anna Rosina, geb. Edle von Weinbach (* 24. März 1747; † 17. Juli 1800). Er war ein Bruder von Johann Georg Freiherr von Aretin (1770–1845). Johann Christoph war zweimal verheiratet: Seine erste Ehe schloss er am 6. Juni 1795 in Wetzlar mit Dorothea von Requilé (* 1779 in Koblenz; † 1800). Ein Sohn aus dieser Ehe war Karl Maria von Aretin. Die zweite Ehe wurde am 15. Juni 1802 in Wetzlar mit Wilhelmine Freiin von Hertwich († 1849) geschlossen.

## Leben
1786 schloss Johann Christoph seine Gymnasialstudien am (heutigen) Wilhelmsgymnasium München ab. 1792–1802 war der studierte Jurist und Hofrat von Aretin für verschiedene bayerische Verwaltungsbehörden tätig.
Mitglied der Bayerischen Akademie der Wissenschaften wurde von Aretin bereits 1796, seit 1801 war er deren Vize-Präsident und Sekretär der Historischen Klasse. 1797 wurde er zum auswärtigen Mitglied der Göttinger Akademie der Wissenschaften gewählt. Mit der Herausgabe der Zeitschriften Alemannia und Aurora und zahlreichen Publikationen machte er sich über Bayern hinaus einen Namen in der Welt der Wissenschaft.
1802 wurde Freiherr von Aretin an die Hof- und Staatsbibliothek in München berufen, wo er maßgeblich an der Säkularisation mitwirkte. Er gilt als der (Wieder-)Entdecker der Carmina Burana. Während 1803 Besitztümer der Kirche in Bayern säkularisiert wurden, leitete er die Inspektion im Kloster Benediktbeuern und fand diesen besonderen Band mittelalterlicher Handschriften. Er soll davon „so verzaubert gewesen sein, dass er sie eine Zeit lang ständig mit sich herumtrug – gerade so wie ein Priester sein Brevier.“ Die Büchersammlung von Benediktbeuern wurde 1806 in die Münchener Hof- und Staatsbibliothek verbracht. Im selben Jahr 1806 wurde Aretin dort Oberbibliothekar und in der Folge ein Pionier des modernen Bibliothekswesens. Er war Vorgesetzter von Bernhard Joseph Docen.
Aretin war ein Anhänger Napoleons und propagierte im Sinne Montgelas’ eine europaweite „Revolution von oben“, nachdem in Frankreich eine „von unten“ vorangegangen sei. Gleichzeitig sah er um Friedrich Thiersch und andere protestantische Gelehrte, die nach Bayern gekommen waren, eine antinapoleonisch-protestantische Liga am Werk.
Mit Friedrich Heinrich Jacobi, dem Präsidenten der Akademie, kam es nach einer die Bayern provozierenden Rede Jacobis (22. Juli 1807) zum sogenannten Akademiestreit, bei dem schließlich auch die Polarität zwischen Bayern/Katholiken/Franzosenfreunden und „Polarlichtern“/Protestanten/Napoleongegnern ins Spiel gebracht wurde. Ein Machtwort von König Max I. Joseph dämmte den Streit zwar ein, verhinderte aber nicht ein Attentat auf Friedrich Thiersch im März 1811. Aretin wurde der Mitwirkung beschuldigt und nahm trotz fehlender Beweise seinen Abschied.
Er wurde am 2. April 1811 nach Neuburg an der Donau versetzt, wo er Direktor und später Vizepräsident des Appellationsgerichts wurde.
Die Monatsschrift Allemania, die er, unterstützt durch seinen Verleger Johann Esaias von Seidel 1815 bis 1816 herausgab, wandte sich gegen den romantischen Nationalismus insbesondere von Ernst Moritz Arndt und Johann Gottlieb Fichte, und stellte dem den aufklärerischen Geist der bayerischen Staatsreformer entgegen. Ab 1819 wurde er Präsident des Appellationsgerichts von Amberg und gab seitdem als Landtagsabgeordneter die freisinnige Landtagszeitung heraus.
Sein Nachlass befindet sich in der Bayerischen Staatsbibliothek.
Johann Christoph Aretin starb im Alter von 52 Jahren.

## Grabstätte

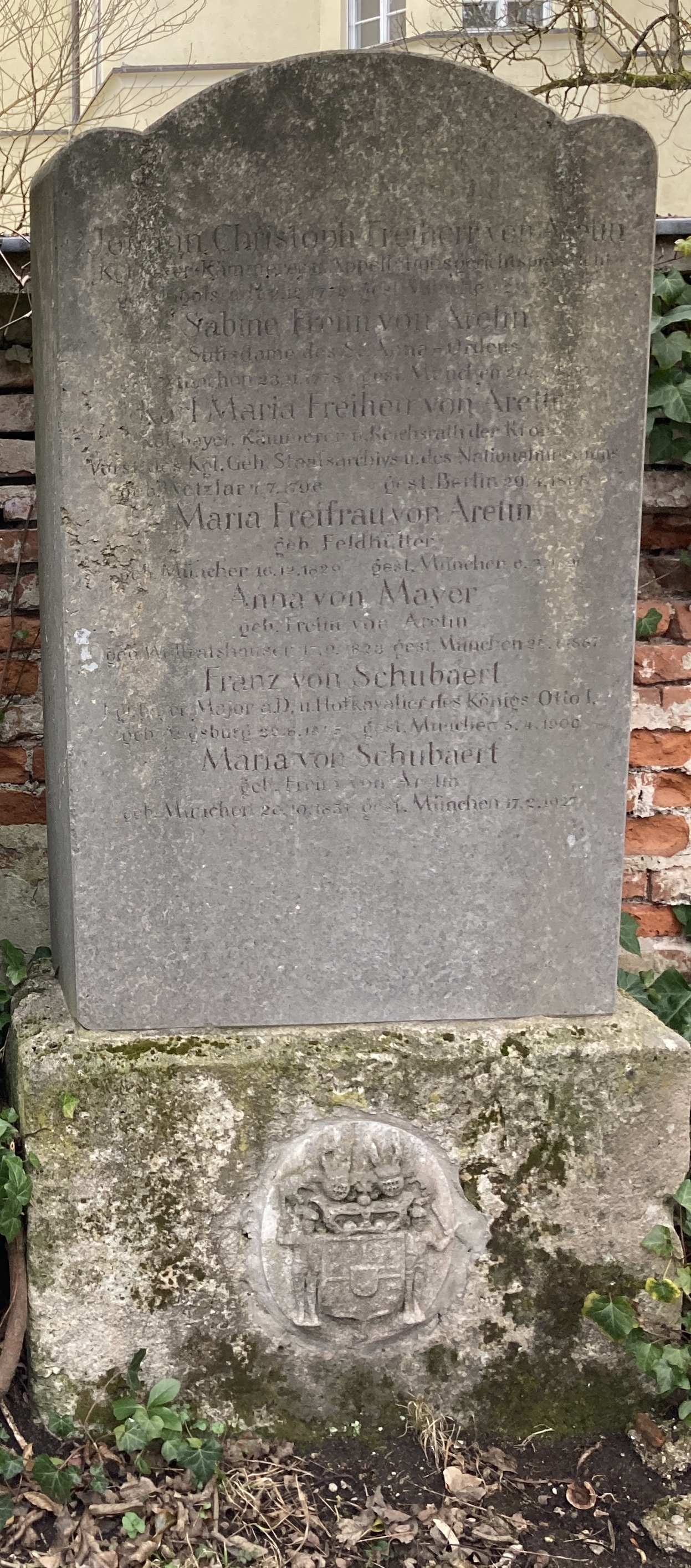
Grab von Johann Christoph von Aretin auf dem Alten Südlichen Friedhof in München

Die Grabstätte von Johann Christoph Aretin befindet sich auf dem Alten Südlichen Friedhof in München (Mauer Rechts Platz 191/193 bei Gräberfeld 10) Standort. Im Grab daneben liegt sein Bruder Johann Georg von Aretin.

## Schriften
- Freymüthige staatsrechtliche Prüfung des sogenannten Rechtlichen Gutachtens, die Übergabe der Festung Mannheim an den Reichsfeind betreffend. 1796. (Digitalisat)
- Briefe eines baierischen Patrioten über die neu errichtete General-Landes-Direktion. 1799. (Digitalisat)
- Ein neuer Landtag, die wichtigste Angelegenheit für Baiern. 1799. (Digitalisat)
- Historische Abhandlung über das hohe Alter der baierischen Landstände. 1800. (Digitalisat)
- Von den ältesten Denkmählern der Buchdruckerkunst in Baiern und dem Nutzen ihrer näheren Kenntniß. Lindauer München 1801. (Digitalisat)
- Versuch einer Erörterung des Anfallsrechts der Reichskammergerichtspräsentationen mit Bezug auf den neuesten Devolutionsfall der baierischen Kreispräsentation. 1801. (Digitalisat)
- Historisch-literarische Abhandlung über die erste gedruckte Sammlung der Westphälischen Friedensakten. Lindauer, München 1802. (Digitalisat)
- Aelteste Sage über die Geburt Karls des Großen. Scherer, München 1803. (Digitalisat)
- Aussprüche der Minnegerichte. Scherer, München 1803. (Digitalisat)
- Geschichte der Juden in Baiern. Krüll, Landshut 1803. (Digitalisat)
- Denkschrift über den wahren Begriff und den Nutzen der Mnemonik oder Erinnerungswissenschaft. Scherer, München 1804. (Digitalisat)
- Die Oesterreicher in Baiern zu Anfang des 18. Jhdts. Eine Geschichte für den baierschen Bürger ... mit Erläuterungen ... begleitet von Johannes Rastlos im hundertsten Jahre nach der Sendlinger Schlacht. Ulm 1805. (Digitalisat)
- Kurzgefasste Theorie der Mnemonik. Seidel, Nürnberg/Sulzbach 1806. (Digitalisat)
- Beiträge zur literärischen Geschichte der Wünschelrute. Zängl, München 1807. (Digitalisat)
- Prodromus meines literärischen Handbuches über die baierische Geschichte und Statistik. Fleischmann, München 1808. (Digitalisat)
- Über die frühesten universalhistorischen Folgen der Erfindung der Buchdruckerkunst. München 1808. (Digitalisat)
- Die Plane Napoleon’s und seiner Gegner besonders in Teutschland und Oesterreich. München 1809 (Digitalisat)
- Baierns größter Umfang unter den Agilolfingern, Carolingern, Welfen und Wittelsbachern in 4 geographischen Karten dargestellet zur Erläuterung einer merkwürdigen Aeußerung Napoleons des Großen. 1809. (Digitalisat)
- Biographie Napoleons des Grossen. Geistinger, Wien 1810. (Digitalisat)
- Erklärung. In: Intelligenz-Blatt zur neuen oberdeutschen allgemeinen Literatur-Zeitung. Nummer 4, 27. Januar 1810, Sp. 25–32. (Digitalisat)
- Lezte Vertheidigung gegen die unsichtbaren Gelehrten in Bayern. 1810. (Digitalisat)
- Jahrbücher der Gerechtigkeitspflege in Bayern. 1811–1818
- Nachrichten zur baierischen Geschichte. 2 Bände. Lindauer, München 1812. (Digitalisat Band 1), (Band 2)
- Was wollen wir? 1813. (Digitalisat)
- Sachsen und Preußen. Zweite vermehrte Ausgabe. 1814. (Digitalisat)
- Sachsen, Preussen, und Europa. Zur Widerlegung der Staatsschrift: Preussen und Sachsen. 1815. (Digitalisat)
- Gespräche über die Verfassungsurkunde des Königreichs Baiern. 2 Hefte. Thienemann, München 1818. (Digitalisat Heft 1), (Heft 2)
- Staberl in Reichs-Geschäften. Patschhausen (d. i.: München?), ohne Jahr (etwa 1818). (Digitalisat)
- Abhandlungen über wichtige Gegenstände der Staatsverfassung und Staatsverwaltung, mit besonderer Rücksicht auf Bayern. München 1816. (Digitalisat)
- Ludwig der Baier. Ein vaterländisches Schauspiel. München 1820. (Digitalisat)
- Ausführliche Darstellung der baierischen Kredit-Vereins-Anstalt und ihrer Bedingnisse sowohl für die Gutsbesitzer, als auch für die Kapitalisten. Finsterlin München 1823. (Digitalisat)
- Ueber die Errichtung eines Kredit-Vereins für das Königreich Baiern. Lentner, München 1823. (Digitalisat)
- Wie darf man in den deutschen Bundesstaaten über politische Gegenstände schreiben? Literatur-Comptoir, Altenburg 1824. (Digitalisat)
- Staatsrecht der konstitutionellen Monarchie. 1824–27, weitergeführt von Karl von Rotteck
- Die Familie Aretin. Altenburg 1825. (Digitalisat)
- Briefe über meine literarische Geschäftsreise in die baierischen Abteyen. Mit einer Einführung hrsg. von Wolf Bachmann. Langen/Müller, München/Wien 1971.